# Сорока, Марина Евгеньевна
Мари́на Евге́ньевна Соро́ка (род. Севастополь, Крымская АССР, УССР, СССР) — канадский историк, специалист по истории дипломатии великих держав в конце XIX-начале XX веков.

## Биография
Родилась в Севастополе. Окончила МГПИ им. В. И. Ленина по специальности «преподаватель английского и французского языков» и аспирантуру Университета Западного Онтарио (Канада).  В 2009 году защитила докторскую диссертацию, «The Last Imperial Ambassador in Britain. Russian Imperial Embassy Under Aleksandr Benckendorff, 1903-16.»
В 2004 году издательство «Academia» издало её роман «Золото на черной ткани, или Сцены придворной жизни времен Александра III». Фон событий воссоздан по дневникам и переписке британских, российских и германских августейших семейств и их ближайшего окружения, русских дипломатов при европейских дворах и иностранных дипломатов в Петербурге, актеров, поэтов и террористов эпохи.

## Научные труды

### Монографии
- 1996 Memorias de La Habana, Lynden Lane Magazine, Florida, USA
- Britain, Russia and the Road to the First World War. The Fateful Embassy of Count Aleksandr Benckendorff (1903—1916. Ashgate, ISBN-13: 978-1409422464
- Ivan Sytin. A Life for the Book. (в соавторстве с Ч. А. Руудом) McGill-Queen’s University Press.
- Марина Сорока. Золото на черной ткани, или Сцены придворной жизни времен Александра III. — М.: Academia, 2004. — 608 стр. — ISBN 5-87444-173-5.
- Императрица Мария Федоровна. Великая княгиня Ксения Александровна. Великая княгиня Ольга Александровна. Письма к княгине А.А. Оболенской (1918-1940).
- Becoming a Romanov. Grand Duchess Elena of Russia and Her World (1807-1873) (соавтор - Чарлз Рууд), Ashgate (2015) ISBN 978-1472457011
- The Summer Capitals of Europe 1814-1919, Routledge, 2017, ISBN 978-0415792455

### Статьи
- Долгий путь к Парижскому миру 1856 г. // Новая и новейшая история,  ноябрь-декабрь 2016.
- Павел Михайлович Лессар: путешественник и дипломат // Новая и новейшая история, январь 2012
- Просвещенные мореплаватели: Англия глазами русских // Отечественная история, сентябрь 2010
- Debating Russia’s Choice between Great Britain and Germany, 1902—1906 // International History Review (March 2010).
- Граф Александр Бенкендорф (1849—1916: портрет российского дипломата // Новая и новейшая история, январь 2010.
- Дамское ведомство» министерства иностранных дел России: жены и дочери российских дипломатов (1906—1917 // Новая и новейшая история (апрель 2009).